# 奈氏軟泥鰻
奈氏軟泥鰻為輻鰭魚綱鰻鱺目通鰓鰻科的其中一種，發現於西北太平洋的日本外海海域，為深海魚類，棲息深度700-1800公尺，體長可達51.2公分，生活在大陸坡。

## 擴展閱讀
維基物種上的相關：奈氏軟泥鰻